# Paweł Zatorski
Paweł Zatorski est un joueur polonais de volley-ball né le 21 juin 1990 à Łódź (voïvodie de Łódź). Il mesure 1,84 m et joue libero. Il totalise 80 sélections en équipe de Pologne.

## Clubs
| Club                   | De        | À         |
| ---------------------- | --------- | --------- |
| AZS Częstochowa        | 2008-2009 | 2009-2010 |
| Skra Bełchatów         | 2010-2011 | 2013-2014 |
| ZAKSA Kędzierzyn-Koźle | 2014-2015 | en cours  |

## Palmarès

### En sélection nationale
- Championnat du monde (2)
  -  : 2014, 2018.
- Coupe du monde
  -  : 2011, 2019.
  -  : 2015.
- Championnat d'Europe
  -  : 2011, 2019.
- Ligue mondiale (1)
  -  : 2012.
  -  : 2011.
- Ligue des nations
  -  : 2019.
- Championnat d'Europe U19
  -  : 2007.
- Mémorial Hubert Wagner (3)
  -  : 2015, 2017, 2018.
  -  : 2019.
  -  : 2016.

### En club
- Ligue des champions CEV
  - Finaliste : 2012.
- Mondial des clubs
  - Finaliste : 2010.
  - Troisième : 2012.
- Coupe CEV
  - Troisième : 2014, 2015.
- Championnat de Pologne (6)
  - Vainqueur : 2011, 2014, 2016, 2017, 2019, 2020.
  - Finaliste : 2012, 2018.
- Coupe de Pologne (5)
  - Vainqueur : 2011, 2012, 2017, 2019, 2021.
  - Finaliste : 2016.
- Supercoupe de Pologne (3)
  - Vainqueur : 2012, 2019, 2020.
  - Finaliste : 2014, 2017.

### Distinctions individuelles
Zatorski a obtenu pas moins de 13 récompenses personnelles au cours de sa carrière :
| - 2011 : Coupe de Pologne — Meilleur excavateur - 2011 : Mondial des clubs — Meilleur libero - 2012 : Coupe de Pologne — Meilleur excavateur - 2013 : Mémorial Hubert Wagner — Meilleur libero - 2015 : Championnat de Pologne — Meilleur receveur - 2015 : Ligue mondiale — Meilleur libero - 2015 : Mémorial Hubert Wagner — Meilleur libero | - 2016 : Coupe de Pologne — Meilleur excavateur - 2016 : Championnat de Pologne — Meilleur receveur - 2018 : Ligue des nations — Meilleur receveur - 2018 : Championnat du monde — Meilleur libero - 2019 : Championnat de Pologne — Meilleur libero - 2019 : Coupe de Pologne — Meilleur excavateur |